# اوتو استانگه
اوتو استانگه (انگلیسی: Otto Stange؛ زادهٔ ۹ فوریهٔ ۲۰۰۷) بازیکن فوتبال اهل آلمان است که در حال حاضر برای هامبورگ در پست مهاجم بازی می‌کند.

## دوران باشگاهی
اوتو استانگه فوتبالش را از آکادمی باشگاهی ویکتوریا هامبورگ آغاز کرد و سپس بین سال‌های ۲۰۱۷ تا ۲۰۲۲ در ایمسبوتلر تل‌وی به تمرین و بازی پرداخت. در سال ۲۰۲۲ به هامبورگ پیوست و پس از دو سال به تیم بزرگسالان باشگاه ارتقا یافت. تا مهٔ ۲۰۲۵، او ۹ بازی برای هامبورگ II انجام داده و ۲ گل به ثمر رسانده‌است و همچنین ۱۴ بازی برای تیم اصلی هامبورگ انجام داده و ۲ گل زده‌است.

## دوران ملی
اوتو استانگه نمایندهٔ تیم‌های ملی جوانان آلمان است. او در تیم ملی زیر ۱۶ سال بازی کرده و سپس در تیم ملی زیر ۱۷ سال و در نهایت در جوانان آلمان حضور داشته‌است.

## آمار باشگاهی
| باشگاه           | فصل              | لیگ              | لیگ  | لیگ | جام حذفی | جام حذفی | اروپا | اروپا | دیگر | دیگر | مجموع | مجموع |
| باشگاه           | فصل              | رده              | بازی | گل  | بازی     | گل       | بازی  | گل    | بازی | گل   | بازی  | گل    |
| ---------------- | ---------------- | ---------------- | ---- | --- | -------- | -------- | ----- | ----- | ---- | ---- | ----- | ----- |
| هامبورگ II       | ۲۰۲۴–            | بوندس‌لیگای ۲     | 9    | 2   | 0        | 0        | —     | —     | —    | —    | 9     | 2     |
| هامبورگ          | ۲۰۲۴–            | بوندس‌لیگای ۲     | 14   | 2   | 0        | 0        | —     | —     | —    | —    | 14    | 2     |
| جمع دوران حرفه‌ای | جمع دوران حرفه‌ای | جمع دوران حرفه‌ای | 23   | 4   | 0        | 0        | 0     | 0     | 0    | 0    | 23    | 4     |